# Nathan Söderblom
Lars Olof Jonathan "Nathan" Söderblom (Trönö, 15 januari 1866 – Uppsala, 12 juli 1931) was een Zweeds historicus, aartsbisschop van Uppsala en in 1930 winnaar van de Nobelprijs voor de Vrede. Hij wordt door de Lutherse Kerk herdacht op 12 juli.

## Biografie
Söderblom werd geboren op een boerderij genaamd Trönö in de gemeente Söderhamn. Zijn vader was een priester met een sterk persoonlijk geloof. Söderblom ging in 1883 naar de Universiteit van Uppsala. Hoewel hij aanvankelijk niet goed wist wat hij wilde studeren, besloot hij uiteindelijk in zijn vaders voetsporen te treden.
In 1892 en 1893 was Söderblom de eerste vicepresident en later president van de Uppsala studentenvereniging. Toen hij in 1893 terugkeerde van een reis naar de Verenigde Staten, werd hij gewijd als priester.
In 1912 werd Söderblom hoogleraar in Godsdienstwetenschap aan de Universiteit van Leipzig, maar in 1914 stopte hij met dit werk omdat hij werd gekozen als aartsbisschop.
In de jaren 20 van de twintigste eeuw leidde Söderblom de Christelijke Leven en Werk-beweging. Dit leverde hem erkenning op als een van de voornaamste oprichters van de oecumenische beweging.
Söderblom was een goede vriend van de Britse Oecumenist George Bell.